# På Golgata min Jesus tog
På Golgata min Jesus tog är en psalm med text skriven 1886 av William Darwood och musik skriven 1886  av John R. Sweney. Texten översattes till svenska 1903 av Teodor Trued Truvé.

## Publicerad i
- Segertoner 1988 som nr 455 under rubriken "Ur kyrkoåret - Jesu lidande och död – fastetiden".[1]